# Rhodinocichla rosea
La tangara rosada (Rhodinocichla rosea) es una especie de ave paseriforme, la única del género Rhodinocichla y de la familia Rhodinocichlidae, anteriormente situada en Thraupidae. Se distribuye en dos grupos de poblaciones separados: uno en el noroeste de México y otro desde Costa Rica hasta el norte de América del Sur.

## Nombres comunes
Se le denomina también frutero paraulata (en Venezuela), rosita canora (en Colombia), tángara cuitlacoche o huitlacoche (en México), tangara pechirrosada (en Costa Rica y Panamá) o tangara pecho rosa (en México).

## Distribución y hábitat
Se distribuye de forma disjunta; en México sólo se encuentra en el noroeste (Sonora y Sinaloa), en tierras bajas de vegetación subtropical. Vuelve a aparecer hacia el sur, en zonas de vegetación tropical de Costa Rica, Panamá, norte y centro de Colombia y el norte de Venezuela.
Es un ave residente, local y considerada bastante rara en su hábitat natural, los enmarañados densos del sotobosque de bosques caducifolios y semi-húmedos, y en crecimientos secundarios, hasta los 1500 m de altitud.
Se alimentan en parejas, y buscan su alimento (artrópodos y pequeños reptiles) entre la hojarasca. Se reproducen desde enero hasta septiembre.

## Descripción
Es un ave relativamente grande: puede llegar a medir hasta 20 cm de longitud en la edad adulta. Su aspecto es más similar al de un mímido o un zorzal que al de una tángara, pues tiene el pico largo y curvado hacia abajo, y es de hábitos terrestres, más que de percha.
El macho es negro, con la garganta, el pecho y una raya supraocular (encima del ojo) de color rosa brillante. La hembra es parda oscura, con el pecho y la garganta de color canela, y con la raya supraocular de color canela en la parte anterior y blancuzca en la posterior. Los individuos inmaduros son similares a la hembra, pero con la raya supraocular enteramente blancuzca.

## Sistemática

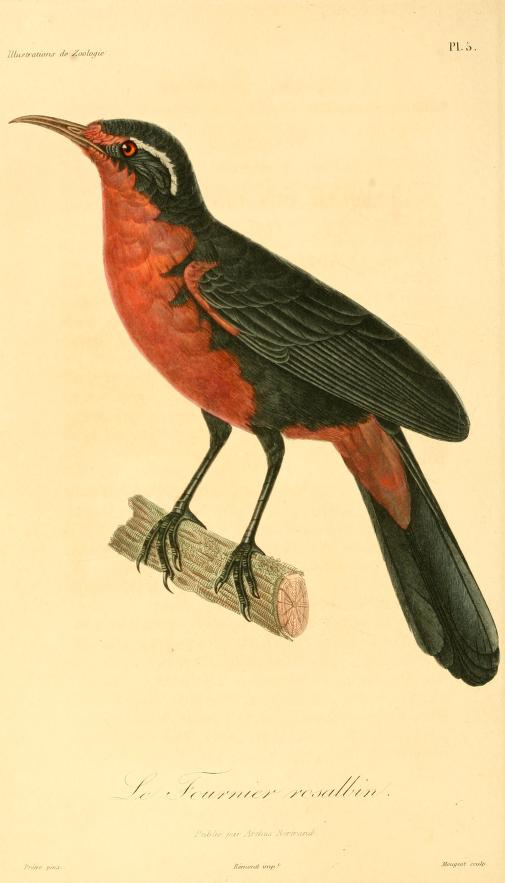
Rhodinocichla rosea, ilustración en Lesson, Illustrations de zoologie ou recueil de figures d'animaux, peintes d'après nature, 1831.

### Descripción original
La especie R. rosea  fue descrita por primera vez por el naturalista francés René Primevère Lesson en 1832 bajo el nombre científico Furnarius roseus; localidad tipo «Brasil; error = Caracas, Venezuela.»

### Etimología
El nombre genérico femenino «Rhodinocichla» deriva del griego «rhodinos»: rosa, y «kikhlē»: tordo, zorzal; y el nombre de la especie «rosea», proviene del latín «roseus»: de color rosa.

### Taxonomía
Las afinidades precisas de esta especie permanecen inciertas. Tradicionalmente se le incluyó en la familia Thraupidae, aunque algunas veces se creyó estar próximo a Mimidae e inclusive a Parulidae. Los recientes estudios filogenético-moleculares encontraron que representa el único miembro vivo de un linaje antiguo, que está bien alejado de Thraupidae y de Emberizidae, que es hermano de éstos y de todo el resto del llamado «grupo de los óscinos del Nuevo Mundo de nueve primarias», excluyendo la familia Calcariidae. Por lo tanto se propuso separarlo en su propia familia monoespecífica y  se resucitó el nombre Rhodinocichlidae.
El cambio taxonómico fue adoptado por las clasificaciones del Congreso Ornitológico Internacional (IOC), Clements checklist v.2018, y Aves del Mundo (HBW), siguiendo las decisiones de la American Ornithological Society.
Las subespecies representan al menos tres poblaciones geográficamente aisladas; más allá, las tres subespecies sudamericanas (típicamente representadas como una única unidad geográfica), posiblemente están aisladas entre sí. Una propuesta para tratar las cinco subespecies como especies separadas tuvo poca o ninguna aceptación, en parte debido al patrón «patas de rana» de las variaciones morfológicas, p. ej. la distante schistacea es bastante similar a la nominal.

### Subespecies
Según la clasificación del IOC y Clements Checklist, se reconocen cinco subespecies, con su correspondiente distribución geográfica:
- Rhodinocichla rosea schistacea Ridgway, 1878 – oeste de México desde el sur de Sinaloa hacia el sur hasta el oeste de Michoacán, existe una población aislada en las vecindades de la Laguna Tres Palos (cerca de Acapulco, en Guerrero).
- Rhodinocichla rosea eximia Ridgway, 1902 – oeste de Costa Rica (al este de San José) hacia el sur hasta el centro de Panamá (provincia de Panamá en la pendiente del Pacífico; localmente en la pendiente caribeña en Coclé y Colón).
- Rhodinocichla rosea harterti Hellmayr, 1918 – Colombia (base norte y oeste de la Sierra Nevada de Santa Marta y oeste de Guajira; pendiente oriental de los Andes centrales en el norte de Tolima; y pendiente occidental de los Andes orientales desde Norte de Santander hacia el sur hasta Cundinamarca).
- Rhodinocichla rosea beebei Phelps, Sr & Phelps, Jr, 1949 – ambas pendientes de la Serranía del Perijá en la frontera Venezuela–Colombia.
- Rhodinocichla rosea rosea (Lesson, 1832) – norte de Venezuela en la Sierra de San Luis, sur de Lara, y cordillera de la Costa (desde Yaracuy hacia el este hasta el Distrito Capital y Miranda, hacia el sur hasta el extremo norte de Guárico en San Francisco de Macaira).